# أوائل الرجال على القمر
أوائل الرجال على القمر (بالإنجليزية: The First Men in the Moon)‏ هي قصة رومانسية علمية نشرت في عام 1901 من قبل المؤلف الإنجليزي هربرت جورج ويلز، التي وصفها بأنها إحدى «قصصه الرائعة». تحكي الرواية قصة رحلة إلى القمر يقوم بها رجلان هما رجل الأعمال السيد بيدفورد، والعالم غريب الأطوار، السيد كافور. يكتشف السيدان أن القمر مسكون بحضارة فضائية متطورة وهم مخلوقات تشبه الحشرات وتدعى "Selenites".